# Âmbar birmanês

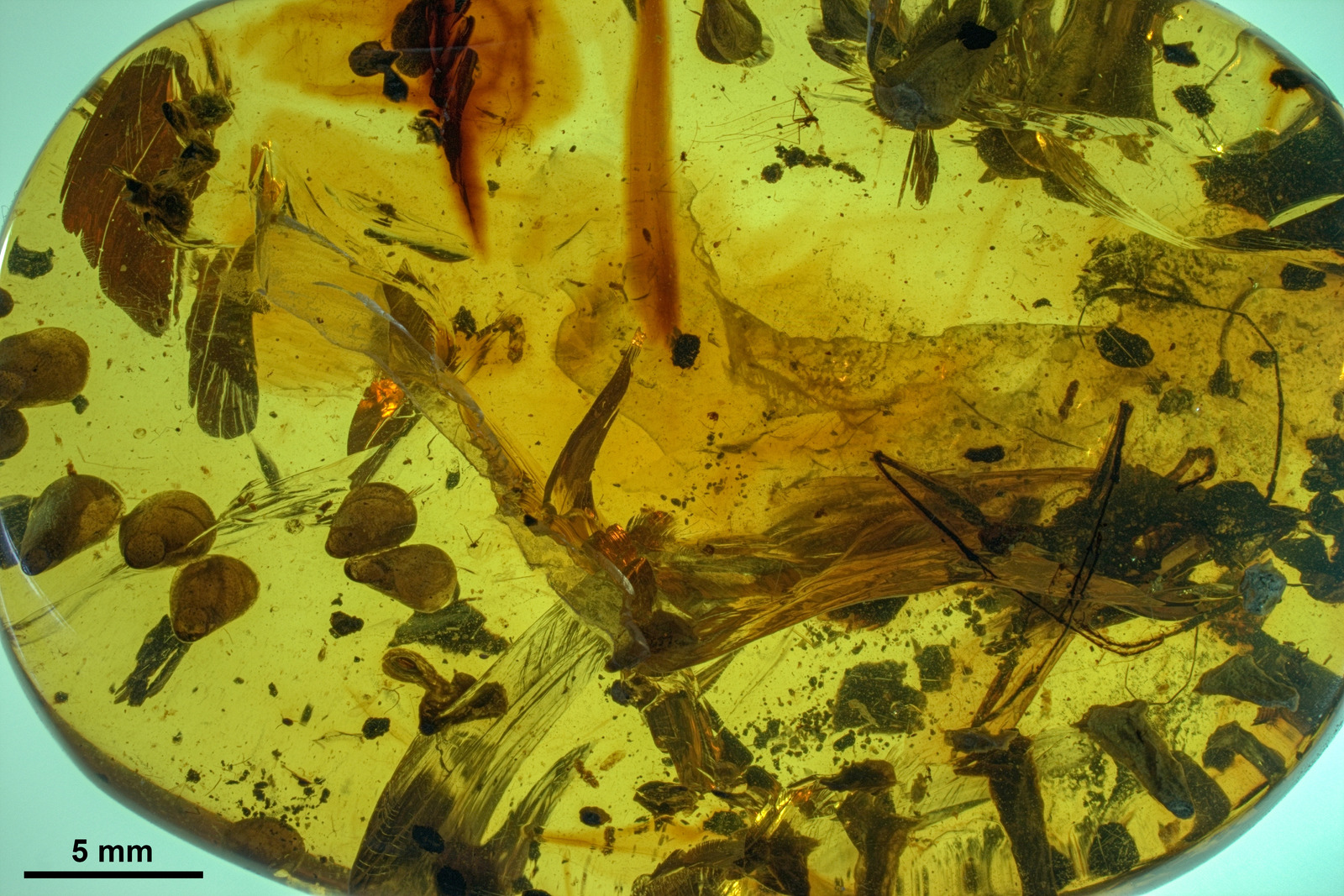
Espécime âmbar encontrado perto de Myitkyina, estado de Cachin, Mianmar, sepultando uma Dhagnathos autokrator

O âmbar birmanês, também conhecido como Kachin, é o âmbar do Vale Hukawng, no norte de Mianmar. O âmbar é datado de cerca de 99 milhões de anos, durante a primeira parte da era Cenomaniana do Cretáceo Superior. O âmbar é de interesse paleontológico significativo devido à diversidade de flora e fauna contidas como inclusões, particularmente artrópodes, incluindo insetos e aracnídeos, mas também pássaros, lagartos, cobras, sapos e restos de dinossauros fragmentários. O âmbar é conhecido e explorado comercialmente desde o primeiro século, e é conhecido pela ciência desde meados do século XIX.
A pesquisa sobre o depósito atraiu polêmica devido ao seu suposto papel no financiamento de conflitos internos em Mianmar e às perigosas condições de trabalho nas minas onde é coletado.